# Diego Brochero
Diego Brochero de la Paz y Anaya (Salamanca, ? - Madrid, 30 de julio de 1625) fue un marino y militar español, superintendente de las armadas reales, gran prior de Castilla, bailío de Lora y embajador de la Orden de Malta en España. 

## Biografía

### Corso
Navegaba en las galeras de Malta por el año 1570, cuando, en un combate con el turco Uluch Alí en las costas de Sicilia, fue apresada su galera, la Santa Ana, y toda su dotación o muerta o herida. Diego Brochero fue condenado a bogar en una turca, tardando mucho tiempo en poder ser rescatado. Al suceder tal hecho, de su pecunio construyó un galeón con la ayuda del Gran Maestre de Malta, con el que se dedicó a hacer el corso. Realizó muchas singladuras, consiguiendo hacer muchas presas, sobre todo en el golfo de Salónica, llegando a perder a la mitad de su tripulación. Después tornó a España, entrando al servicio de las escuadras de Nápoles y Sicilia. 
Durante la Octava Guerra de Religión en Francia, estando en apoyo de la Santa Liga de París con la que operaba en Provenza, se le designó para que realizara la misma labor en la Bretaña francesa en conjunción con la escuadra de Juan del Águila. 
En varios combates rindió a dos corsarios de La Rochelle, en la desembocadura del río Salazar, en otro a tres mercantes ingleses. En un desembarco en Morlaix, dejó a doscientos hombres que efectuaron una misión de castigo en lugares diferentes. Trasladó en un viaje al ingeniero Rojas para que diseñara y acondicionara el nuevo puerto de Brest. 
En un enfrentamiento con los holandeses, atacó a un convoy de veinticuatro buques, contando sólo con cuatro galeras, y a pesar de que la escolta eran buques muy bien artillados, después de un fiero combate abordó a la capitana y a la almiranta, capturando en total siete buques. 
En 1596, guardando la boca del río Tajo con dieciocho bajeles a su mando, evitó el desembarco de una fuerza inglesa al mando de lord Charles Howard, que viendo fracasar su acción, se dirigió al sur, cayendo sobre Cádiz, ciudad que fue saqueada. Al año siguiente Brochero participó en la derrota de la Expedición Essex-Raleigh.

### Expedición a Irlanda
El mismo 1597 Felipe II planeó un proyecto de ayuda a los irlandeses católicos contra la reina Isabel I, siendo nombrado Brochero almirante de la armada, en la que iba de capitán general Martín de Padilla. Sufrió la fuerza expedicionaria dos fuertes temporales, el primero en Finisterre que la dispersó, reuniéndose la flota de nuevo en La Coruña. Tras salir de este puerto, encontró el segundo temporal en el mar de Irlanda, el cual desarboló la almiranta de Brochero, afectando también a otros buques muy seriamente, siendo las urcas las que peor parte se llevaron, por su poco calado, que no las hacía muy prácticas para estos menesteres, con el resultado de la pérdida de algunas de ellas, siendo muy afectadas las propias para desembarco, las pinazas y los barcones por la misma causa, además de ir a remolque. Quedando la flota dispersada nuevamente, tal fue el desorden que fueron a parar a diferentes puertos de Flandes, Normandía y Bretaña, llegando siete a Inglaterra, que desembarcaron a 400 hombres. Estos se parapetaron hasta que, viendo que la armada no aparecía, se volvieron. 
El 21 de noviembre anclaron en los puertos de La Coruña y de Ferrol 108 buques, sin contar los de Aramburu, que no habían llegado todavía. Se habían perdido tan sólo 12 buques, siendo además los de menor valor. 
En 1600, con quince buques estuvo por dos veces de protector de las flotas de Indias, en las islas Terceras, consiguiendo hacerlas llegar sanas y salvas a España a la vista del enemigo.

### Segunda expedición a Irlanda
Se repitió la mala experiencia de Irlanda con los mismos protagonistas a primeros de septiembre de ese mismo año. Esta vez desembarcaron y conquistaron Kinsale el 8 de octubre. Juan del Águila dio un manifiesto al pueblo, explicando la causa de su llegada, pero la actitud de los irlandeses fue de meros espectadores, no hallando apoyo. Por lo que, rodeado en las dos poblaciones conquistadas, la nombrada más Baltimore, apretaban el cerco de los 4.000 españoles, un cuerpo inglés al mando del virrey lord Mountjoy con 9.000 hombres, mientras que por la mar hacía lo propio sir Richard Levison. Aun en estas condiciones le llegaron refuerzos, primero 2.000 hombres al mando de Alonso Docampo y se le unió otro cuerpo de 4.000 hombres del conde de Tyrone. Mientras tanto mantuvieron su retraimiento los habitantes, haciéndose patente la falacia de sus ofertas, lo que le llevó a razonar que el esfuerzo español y su Hacienda no era compensado por los irlandeses, lo que le convenció además de que sus promesas habían engañado a su Rey, por lo que mandó al campo enemigo un mensajero, que comunicado con lord Mountjoy se realizara un parlamento, llegando al acuerdo de que si abandonaba las dos posesiones, sus banderas y hombres saldrían con todos honores de la guerra hacia su reembarco, para retornar a España, añadiendo a esta proposición la declaración de defenderse hasta el extremo máximo de sus fuerzas en caso de no ser aceptado. 
A pesar de los continuos ataques a las flotas de Indias, en esta ocasión por los ingleses Monson y Lewson, Brochero consiguió hacerlas llegar a España, y los corsarios no se atrevieron a atacar al ver una escolta tan respetable. En el cabo de San Vicente, Brochero derrotó en el año 1603 a una escuadra anglo-holandesa, a la que apresó siete de sus buques, liberando a una flota de Indias que estos había a su vez apresado. 

### LasOrdenanzas para las armadas
Por Real Orden fue llamado al Consejo de Guerra Diego Brochero, autor de una Memoria que dirigió al Rey, en la que daba a conocer un estudio y consideración del estado de la Armada, haciendo hincapié y denunciando el mal tratamiento, inconsideración y menosprecio del marinero, el defectuoso armamento de los buques, no habiendo quien los supiera manejar, ni escuela donde aprenderlo. Los hurtos, llamando por su verdadero nombre a los enjuagues de bastimentos, jarcias y municiones, entre tantas corruptelas practicadas con los atrasos constantes de las pagas. Puso todo ello en conocimiento del poderoso duque de Medina Sidonia, para la consulta de los puntos más graves. 
Al ser llamado don Diego Brochero como almirante general al Consejo, dándole amplitud de atribuciones, que en buena hora se le llamó a la Corte para emplear su genio organizador del que también dotado estaba. Lo primero que hizo fue ponerse a trabajar con los inferiores, o sea la marinería, redactándose y poniéndolas en vigor las Ordenanzas para las armadas del mar Océano y flotas de Indias. Firmadas en Ventosilla el 4 de noviembre de 1606, en uno de sus artículos dice: cuán justo era honrar y premiar a los marineros españoles, sin que fuese menester echar mano de los extraños.
En cédula del 22 de enero de 1607 se prescribe a los hombres de la mar el uso de armas permitidas y de trajes, cuellos y coletos a su gusto; exención de alojamiento mientras estuviesen ausentes de sus casas; jurisdicción privativa y prerrogativas varias, condensadas en esta meditada prescripción: 

Que a los que fuesen hijosdalgos, no sólo no ha de parar perjuicio a su nobleza ni a sus hijos y sucesores el asentarse a servirme o haberme servido en las armadas y flotas de marinero o otra de las plazas que acostumbra a servir en los navíos la dicha gente de mar, ahora ni en ningún tiempo del mundo; pero que el hacerlo sea calidad de más honda y estimación de sus personas.

### Últimos años
Realizó un viaje con una flota en la almiranta de Miguel de Vidazábal, que transportaba a 42 compañías de infantería, con destino a Flandes en 1614. 
Eran tantos los piratas que por la mar navegaban, que fue comisionado para la firma de un acuerdo entre España e Inglaterra, aprovechando la paz con Jacobo I, en el que se acordaba que cada país pondría veinte buques para luchar en conjunto contra ella, tanto en el mar Mediterráneo como en el océano Atlántico. Los generales de las dos fuerzas estaban obligados a apoyarse mutuamente; los buques ingleses saludarían con salvas y música a los españoles en sus aguas territoriales, haciendo lo propio los españoles a los ingleses en sus aguas; las presas que se hiciesen, serían repartidas por partes iguales entre ambas flotas. 
En 1616, como capitán general de las gentes de la mar, don Diego Brochero, dejando descansar la pluma y como espectáculo al que no estaba acostumbrado el rey, se dejó deslizar en el río Bidasoa un galeón de 600 toneladas de nombre Santa Ana Real, propiedad del capitán y construido por Martín de Amézqueta, en honor de la infanta, que cruzaría el río para su enlace matrimonial con el rey francés Luis XIII. 
En carta al duque de Medina-Sidonia le decía que Juan de Veas era el mejor maestro constructor de bajeles, sobre todo por el últimamente lanzo al mar en La Habana, que montaba cincuenta y cuatro cañones, ni mejor arbolado y aparejado, porque a de mas era marinero y se juntaba la práctica con los conocimientos.
El 31 de marzo de 1621 fallecía el rey Felipe III, y el nuevo soberano contaba 16 años, lo que no lo capacitaba para el gobierno. De ahí el que escogiera a Gaspar de Guzmán conde de Olivares, dándole poderes universales. Olivares persiguió sistemáticamente a los ministros del reinado anterior, haciendo blanco de preferente empeño a Pedro Téllez-Girón, gran Duque de Osuna, pese a ser uno de los mejores hombres que nunca tuvo España a su servicio. 
En estudio de otras medidas reunió el privado, en su casa y bajo su presidencia, una junta en que entraban Diego Brochero y Fernando de Girón, del Consejo de Guerra, Juan de Pedroso y Miguel de Spinarreta, del de Hacienda y como secretario Martín de Aróstegui, con la facultad de decretar o decidir Reales Cédulas, las decisiones tomadas en él, sin más trámite que presentarlas a la firma del Rey: tratándose de las cosas de la mar y refuerzo de la armada del Océano y escuadras de ella y de lo demás tocante a la materia. 
Su fama de escritor incansable es merecida. Dejó muchas cartas, memorias y notas, entre ellas Relación del viaje de ida y vuelta que hizo la armada de España desde Lisboa a Dunkerque. 